# Гей-пропаганда
«Гей-пропага́нда», или «пропага́нда гомосексуали́зма», или «пропага́нда ЛГБТ», — пейоратив, используемый для описания деятельности ЛГБТ-движения его противниками, такой как, согласно Верховному суду России, «формирование положительного образа ЛГБТ и распространение представления о социальной равноправности гомосексуальности и гетеросексуальности».
С точки зрения представителей ЛГБТ-движения, которое разделяет ряд российских и международных правозащитных организаций, описанная деятельность представляет собой распространение информации с целью преодоления отрицательного отношения к представителям ЛГБТ-сообщества, а использование понятия «пропаганда» в данном случае противоречит принципам прав человека и свидетельствует о гомофобной и нередко популистской подоплёке.
По мнению противников ЛГБТ, в число которых входит также ряд общественных организаций, религиозных и научных деятелей, гей-пропаганда направлена на популяризацию гомосексуальных отношений в обществе и пропаганду «гомосексуального образа жизни».

## Использование риторики в политических целях
Термин «гей-пропаганда» иногда используется в предвыборных кампаниях как средство привлечения консервативной части электората.
Так, сенатор штата Калифорния Джон Бриггс намеревался стать губернатором Калифорнии в 1978 году и был впечатлён небывалой активностью избирателей, которую он наблюдал в Майами во время кампании по отмене закона о недискриминации гомосексуалов. Вернувшись в Сакраменто, Бриггс подготовил законопроект, который запрещал геям и лесбиянкам преподавать в государственных школах во всей Калифорнии, поскольку дети берут с них пример. В частных беседах Бриггс утверждал, что ничего против геев не имеет. Как-то раз он объяснял журналисту Рэнди Шилтсу: «Это политика. Только политика».
Певец Александр Новиков, баллотировавшийся в 2006 году в Законодательное собрание Свердловской области, использовал антигомосексуальную риторику в своей предвыборной кампании, в частности поддерживая принятие законов о «пропаганде гомосексуализма».
Тезис об использовании «пропаганды гомосексуализма» как средства достижения политических целей высказал юрист Максим Черниговский, прокомментировав законопроекты Чуева против «пропаганды гомосексуализма» следующим образом: «Антигейский закон Чуева рассчитан исключительно на популистский эффект…»

## В законодательстве отдельных стран

### Австрия
Однополые сексуальные контакты между совершеннолетними лицами одного пола были декриминализованы в Австрии в 1971 году. Однако, со снятием запрета на сексуальные контакты, в уголовный кодекс были введены четыре новых параграфa, касающиеся гомосексуальности. В частности, параграф 220 запрещал и наказывал тюремным заключением сроком до 6 месяцев «пропаганду разврата между лицами одного пола», что фактически означало запрет на создание ЛГБТ-организаций и проведение просветительской деятельности. Данный запрет был снят в 1997 году. Параграф 221, просуществовавший до 1989 года, запрещал создание «организаций с целью поддержки однополого разврата».

### Великобритания
Статья 28 в законе «О местном самоуправлении» в Великобритании была принята 24 мая 1988 года. Вступление этой поправки в силу вызвало закрытие, ограничение или самоцензуру обсуждений гомосексуальности и трансгендерности на уроках полового воспитания в большинстве школ Великобритании из-за страха судебных преследований. Статья гласила, что ни один местный орган власти «не должен умышленно пропагандировать гомосексуальность или публиковать материалы с целью такой пропаганды» или «в любой школе пропагандировать обучение приемлемости гомосексуальности как эрзаца семейных отношений». Несмотря на жёсткость закона, по нему ни разу не возбуждалось никаких уголовных дел, а последующее бурное обсуждение этого параграфа привело к его полной отмене в 2003 году.

### США
Законы, направленные на запрет «гей-пропаганды», действуют в 7 штатах США: Алабаме, Аризоне, Луизиане, Миссисипи, Оклахоме, Южной Каролине и Техасе (в Юте отменён в 2017 году, в Северной Каролине формально в 2006 году). Они запрещают на уроках высказываться в поддержку гомосексуальности. В Аризоне запрещено рассказывать учащимся о гомосексуальных отношениях как о «позитивной альтернативе» и считается неуместным учить их «безопасным методам гомосексуального секса». В Алабаме и Техасе на уроках полового воспитания подчёркивается, что гомосексуальность «не является образом жизни, приемлемым для широкой общественности». В этих же штатах предписывается обучать учащихся тому, что «гомосексуальное поведение является уголовным преступлением», несмотря на то, что с 2003 года криминализация добровольных гомосексуальных отношений признана неконституционной.

### Россия
11 июня 2013 года Государственная Дума приняла закон, запрещающий «пропаганду нетрадиционных сексуальных отношений» среди несовершеннолетних. 30 июня 2013 года закон был подписан президентом России Владимиром Путиным. Принятый закон дополняет Кодекс об административных правонарушениях (КоАП РФ) статьёй, устанавливающей административную ответственность за «пропаганду нетрадиционных сексуальных отношений» среди несовершеннолетних, а также вносит изменения в федеральный закон «О защите детей от информации, причиняющей вред их здоровью и развитию», согласно которым к информации, запрещённой для распространения среди детей, относится также и информация, пропагандирующая нетрадиционные сексуальные отношения. Кроме того, закон вносит поправки в закон «Об основных гарантиях прав ребёнка в РФ», которые устанавливают, что органы государственной власти Российской Федерации принимают меры по защите ребёнка также и от информации, пропагандирующей нетрадиционные сексуальные отношения.
В период с 2014 по 2016 годы в России 14 человек были подвергнуты наказанию в виде административного штрафа за «пропаганду нетрадиционных сексуальных отношений» среди несовершеннолетних. За пропаганду нетрадиционных сексуальных отношений среди несовершеннолетних административному наказанию может быть подвергнуто не только совершеннолетнее, но и несовершеннолетнее лицо (достигшее возраста 16 лет). В августе 2018 комиссия по делам несовершеннолетних в Бийске назначила 16-летнему бывшему волонтёру штаба Алексея Навального Максиму Неверову административный штраф в размере 50 тысяч рублей по части 2 статьи 6.21 КоАП РФ (за публикацию картинок с изображением обнимающихся парней). Впоследствии, штраф был отменён, а собранные деньги юноша пожертвовал различным правозащитным организациям («ЛГБТ-сеть», «ОВД-Инфо» и др.).
В июне 2017 года Европейский суд по правам человека по жалобе лиц, оштрафованных за «гей-пропаганду», признал, что закон о запрете пропаганды нетрадиционных сексуальных отношений среди детей является дискриминационным и нарушает право на свободу самовыражения.
Согласно Большой российской энциклопедии:

В современной России на уровне государства гомосексуальность трактуется с конструктивистской позиции, на что указывает принятие статьи 6.21 «Пропаганда нетрадиционных сексуальных отношений среди несовершеннолетних» Кодекса РФ об административных правонарушениях. Данная статья предполагает, что гомосексуальная ориентация формируется в результате внешнего воздействия, т. е. в результате пропаганды (статья 6.21 КоАП РФ).

#### Определение согласно Верховному Суду
«Пропаганда гомосексуализма», согласно определению Верховного Суда Российской Федерации от 15 августа 2012 года, — это активная публичная деятельность по распространению информации, направленной на формирование установок или стереотипов с целью формирования привлекательного образа нетрадиционной сексуальной ориентации, а также с целью побуждения к определённым действиям. Согласно решению Суда, запрет «пропаганды гомосексуализма» не препятствует получению и распространению информации о гомосексуальности нейтрального содержания и проведению публичных мероприятий в предусмотренном законе порядке, в том числе проведению публичных дебатов о социальном статусе сексуальных меньшинств, не навязывая их образ жизни.
Согласно дополнительному определению Верховного Суда Российской Федерации от 3 октября 2012 года, «под публичными действиями, направленными на пропаганду мужеложства, лесбиянства, бисексуализма, трансгендерности среди несовершеннолетних, в названной статье следует понимать деятельность по целенаправленному и бесконтрольному распространению общедоступным способом информации, способной нанести вред здоровью, нравственному и духовному развитию несовершеннолетних, в том числе сформировать у них искаженные представления о социальной равноценности традиционных и нетрадиционных брачных отношений».

### Латвия
7 сентября 2006 года Сейм Латвии отклонил предложенные «Латвийской Первой партией» поправки к законам о запрете «гей-пропаганды» в СМИ, несмотря на поддержку этой инициативы со стороны некоторых религиозных организаций. По убеждению ЛПП, подобные поправки в закон позволили бы «усилить роль семьи в обществе, не раскалывать общество и не создавать ошибочного представления о том, что в обществе существует часть индивидуумов, которые претендуют на особое отношение». В 2012 году на фоне очередной дискуссии вокруг гей-прайда в Риге в местном парламенте возникла инициатива о принятии закона о запрете «гей-пропаганды». Однако эта идея была отвергнута как не соответствующая законам страны.

### Литва
В июне 2009 года Сейм Литовской Республики принял поправки к закону «О защите несовершеннолетних от негативного влияния публичной информации», которые, среди прочего, запрещают публичное распространение среди несовершеннолетних информации о гомосексуальности и бисексуальности. 27 июня президент Литвы Валдас Адамкус наложил вето на закон, сославшись на противоречие его Конституции, но 14 июля Сейм преодолел его, и закон вступил в силу 1 марта 2010 года. В последней редакции текст документа более не содержал прямого упоминания гомосексуальности и бисексуальности, однако запрещал распространение информации, которая «попирает семейные ценности, поощряет иное, чем установлено в Конституции Литовской Республики и в Гражданском кодексе Литовской Республике, понятие заключения брака и создания семьи». Конституция Литвы понимает брак как союз мужчины и женщины.
В конце 2010 Сейм Литвы принял на рассмотрение поправки к административному кодексу, запрещающие «гей-пропаганду». Это вызвало жесткую реакцию Европарламента, и 18 марта законопроект был отклонен.

### Украина
В июне 2011 года в Верховной Раде был зарегистрирован законопроект о запрете «гей-пропаганды». Авторами законопроекта № 8711 стал депутат Евгений Царьков и другие. 2 октября 2012 года законопроект был принят в первом чтении. Последующие чтения законопроекта Царькова не проводились. В результате политического кризиса в стране рассмотрение законопроекта откладывалось, а при формировании повестки дня первой сессии нового парламента VIII созыва проект закона больше не был перенесён в новую повестку.
Кроме указанного законопроекта в Верховную раду вносились и другие инициативы, направленные на запрет «гей-пропаганды». Так, 30 марта 2012 года в парламенте был зарегистрирован законопроект № 10290, предложенный депутатом Вадимом Колесниченко. Однако Верховная рада нового созыва 28 февраля 2014 года сняла законопроект Колесниченко с рассмотрения. Наконец, 7 июля 2012 года в Раду вносился третий законопроект № 10729 авторства Виталия Журавского. Однако уже в октябре 2012 года Журавский подал заявление на отзыв собственного законопроекта.

### Молдавия
На фоне работы по принятию в республике антидискриминационного «Закона об обеспечении равенства» правительство либерально-демократической коалиции было обвинено Молдавской православной Церковью в «гей-пропаганде» и узаконивании разврата. Принятие законопроекта также сопровождалось протестными демонстрациями православных граждан. Народное собрание Гагаузии 30 апреля 2013 года также единогласно сразу в двух чтениях приняло закон «Об обеспечении принципов равноправия, справедливости и объективности», предусматривающий запрет на «гей-пропаганду», а также запрет однополых союзов и усыновления детей однополыми парами на территории Гагаузии с целью защиты «генотипа малочисленного гагаузского народа» от уничтожения. Впоследствии принятый в Гагаузии закон был отменён Комратским судом по запросу Госканцелярии Молдавии.

### Кыргызстан
Законопроект, предусматривающий уголовную ответственность за «формирование положительного отношения к нетрадиционным сексуальным отношениям», был предложен 26 марта 2014 года депутатами Торобаем Зулпукаровым и Курманбеком Дыйканбаевым. Законопоект запрещает распространение информации о «нетрадиционных сексуальных отношениях» в СМИ и предусматривает ограничение организации мирных собраний, посвящённых этой тематике. В целом законопроект схож с российским законом о «пропаганде нетрадиционных сексуальных отношений среди несовершеннолетних», однако в нём не уточняется, что речь идёт о «гей-пропаганде» только среди детей, кроме того предусматриваются более серьёзные меры наказания, вплоть до лишения свободы сроком до одного года. В конце июня 2015 года законопроект был принят во втором чтении. Третье чтение законопроекта должно было состояться в январе-феврале 2016 года.

### Беларусь
В январе 2014 года в СМИ появилась информация о готовящемся законопроекте «О внесении изменений и дополнений в некоторые законы Республики Беларусь по вопросам защиты детей от информации, причиняющей вред их здоровью и развитию». Однако до сих пор отсутствует какая-либо информация о тексте законопроекта. Ожидалось, что документ будет внесён в Палату представителей Национального собрания Республики Беларусь в декабре 2014 года.

### Казахстан
В феврале 2015 года Верхняя палата (Сенат) парламента Казахстана одобрила законопроект о защите детей от информации, причиняющей вред их здоровью и развитию. К такой информации, среди прочего, законопроект относит информацию, «пропагандирующую нетрадиционную сексуальную ориентацию», но уже в мае того же года Конституционный совет Казахстана признал не соответствующим конституции данный законопроект. В 2018 году был все же был принят закон «О защите детей от информации, причиняющей вред их здоровью и развитию», но в нем уже отсутствовало какое-либо упоминание об информации, которая может «пропагандировать нетрадиционную сексуальную ориентацию».

## Позиция ООН о законодательствах
Офис Верховного комиссара ООН по правам человека выступил в середине августа 2013 года с осуждением принятых в России, Молдове и рассматриваемых в парламенте Украины законов. Советник УВКПЧ по правам человека Клод Кан заявил: «Ограничения, введенные в некоторых районах Восточной Европы, по своей сути являются дискриминационными, как в намерениях, так и в действии. Ограничения, которые они накладывают на пользование правами на свободу выражения мнений, свободу ассоциаций и мирных собраний и их влияние на работу правозащитников».
По мнению Клода Кана, законодательные запреты «гей-пропаганды» способствуют притеснению и создают атмосферу страха в отношении лиц, которые продвигают права ЛГБТ. В ООН также считают, что такие запреты «сужают доступ к соответствующей возрасту информации о сексуальности, которая является важным компонентом права на образование и необходимостью для того, чтобы молодые люди были способны вести полноценный и здоровый образ жизни».
В октябре 2012 года Комитет ООН по правам человека вынес вердикт по делу ЛГБТ-активистки Ирины Федотовой (Фет) против России, постановив, что принятый в Рязанской области России запрет «пропаганды гомосексуализма» несовершеннолетним противоречит Международному пакту о гражданских и политических правах.

## Критика
Правозащитные организации, включая международные, различные профессиональных ассоциации, группы гей-френдли, а также непосредственно само движение за права сексуальных и гендерных меньшинств отвергают понятие «гей-пропаганда» и осуждают законы о её запрете.
Сексолог, психиатр и психотерапевт Дмитрий Исаев, подвергая критике санкт-петербургский законопроект против «пропаганды гомосексуализма», заявил, что сексуальную ориентацию невозможно пропагандировать, так как она является биологическим признаком человека наподобие разреза глаз или цвета волос. В качестве одного аргумента он привёл результаты исследований в соответствии с которыми дети, воспитанные в однополых семьях, в большинстве случаев вырастают гетеросексуальными, а процент гомосексуалов среди этих детей такой же, как и в целом в обществе: не превышает 3-4 %. В специальном интервью по этому вопросу Исаев, в частности, сообщил:

Пропаганда — это распространение идей, учений, взглядов с целью обрести сторонников. Между тем, сексуальная ориентация (как гомосексуальная, так и гетеросексуальная) носит природный характер и никак не связана ни с работой средств массовой информации, ни с модой, ни с идеологией, ни с активностью каких-либо общественных групп и движений. Человек не может произвольно менять сексуальную ориентацию (например, напугавшись осуждения или уголовного преследования, как это было в период гонений на гомосексуалов несколько десятилетий назад), поэтому его невозможно «сагитировать» «ни за, ни против». Даже если предположить, что гетеросексуальный человек очень сильно захочет стать гомосексуальным, то у него из этого ничего не получится. С медицинской и психологической точки зрения словосочетание «пропаганда гомосексуализма и трансгендерности» лишены смысла.
По мнению сексолога И. C. Кона, «пропаганда гомосексуализма» не влияет на выбор или смену сексуальной ориентации. Он также считал преувеличением разговоры о «моде на гомосексуализм» и выражал мнение о том, что «быть сексуальным меньшинством везде плохо и невыгодно».
Кон в интервью ответил на вопрос о «пропаганде гомосексуализма» следующим образом:

Что такое пропаганда гомосексуальности, мне непонятно. Разве кто-нибудь выступает по поводу того, что гомосексуальность лучше гетеросексуальности? Вопрос выбора сексуальной ориентации — это не вопрос моды. Нечто подобное может существовать и существует в каких-то молодёжных субкультурах, где могут изображать то одно, то другое. Что же касается серьёзных процессов, то они имеют более глубокие органические причины. А если говорить о том, что происходит в нашей стране, я вижу кампанию гомофобии, требования что-то запретить, закрыть и т. д. Что явно противоречит общим тенденциям культуры и нашему законодательству. И связано это, к сожалению, с более общим феноменом — усилением ксенофобии, то есть ненависти и неприязни ко всем другим, чужим. И это действительно очень опасное явление, и с ним надо бороться.
Антрополог Л. С. Клейн, рассуждая о «пропаганде гомосексуализма» в обществе и на телевидении, заявил:

Если какая-то программа станет именно пропагандировать гомосексуальные отношения, у неё же просто упадет рейтинг и она выйдет из игры. Кроме того, сторонники запретов явно переоценивают заразительность гомосексуальности. Любая сексуальная ориентация не заразительна. Сколько лет широко пропагандируется по всем СМИ обычный секс, а гомосексуалы остаются при своем. На пляски и песни Бориса Моисеева валом валит как раз гетеросексуальная публика (при этом никто не жаждет к нему присоединиться), а многим гомосексуалам он кажется отвратительным: они же тянутся к ярко выраженным мужским качествам. Вот и скажите: кого это может заразить?
В научной статье, посвящённой закону о запрете «гей-пропаганды», делается вывод, что он способствует стигматизации, и, как следствие, ухудшению здоровья ЛГБТ, лишает подростков доступа к информации, важной для их здоровья и благополучия, повышает агрессивные настроения против ЛГБТ-активистов в обществе.
В ещё одном исследовании было обнаружено, что у МСМ, живущих в Москве и подвергавшихся стигматизации, после принятия закона выросла частота возникновения депрессии. Авторы связывают это с тем, что закон «фактически узаконил публичную стигматизацию и насилие в отношении ЛГБТ». Ещё одна работа обнаружила рост насилия над ЛГБТ после 2013 года.
Критики тезисов противников «пропаганды гомосексуализма» часто ссылаются на результаты социологических опросов о численности гомосексуалов по западным странам, где распространено толерантное отношение к гомосексуальности и существуют законодательства в поддержку прав гомосексуалов. Эти результаты различны в разных странах, но в целом не превышают 10 % населения. К примеру, в 2010 году в США это число составляет 7-8 %, а в Великобритании, согласно предварительным исследованиям, всего 1 %. Критики отмечают в связи с этим, что идеология толерантности не приводит к массовой гомосексуальности в процентном соотношении от доли населения.
Тем не менее, по данным исследовательского центра YouGov 88 % британцев в возрасте 60 и более лет считают себя «абсолютными гетеросексуалами», в то время как в возрастной категории 18-24 года лишь 46 % позиционируют себя таковыми. То есть убежденных гетеросексуалов среди молодежи почти в 2 раза меньше, чем среди людей старшей возрастной категории. Вероятно, наблюдаемый рост числа людей, идентифицирующих себя, как ЛГБТ, объясняется ростом готовности ЛГБТ самоидентифицировать себя, как ЛГБТ, и быть видимыми.
В исследовании социальных сетей подростков, которые оказывают мощное влияние на поведение подростков, было обнаружено, что поведение сверстников влияет на готовность завести романтические отношения и заняться сексом, но не на наличие однополого влечения.
В официальной формулировке Санкт-Петербургского законопроекта запрета «пропаганды гомосексуализма» в качестве «пропаганды гомосексуализма» рассматривается «распространению общедоступным способом информации, способной нанести вред здоровью, нравственному и духовному развитию несовершеннолетних, в том числе сформировать у них искаженные представления о социальной равноценности традиционных и нетрадиционных брачных отношений». Представители ЛГБТ-сообщества, критикуя законы о «пропаганде гомосексуализма», говорят о размытости понятия «пропаганда гомосексуализма»; утверждается, что формулировки законов таковы, что любая демонстрация гомосексуальной ориентации может быть сочтена преступлением, высказывается мнение, что за публичные рассказы о своей личной жизни гомосексуалы могут быть подвергнуты преследованию по этим законам.